# Washington Bullets 1976-1977
La stagione 1976-77 dei Washington Bullets fu la 16ª nella NBA per la franchigia.
I Washington Bullets arrivarono secondi nella Central Division della Eastern Conference con un record di 48-34. Nei play-off vinsero al primo turno con i Cleveland Cavaliers (2-1), perdendo poi la semifinale di conference con gli Houston Rockets (4-2).

## Roster
| N° | Naz.                   | Ruolo | Sportivo          | Anno | Alt. | Peso |
| -- | ---------------------- | ----- | ----------------- | ---- | ---- | ---- |
| 6  | Stati Uniti (bandiera) | GA    | Mike Riordan      | 1945 | 193  | 91   |
| 8  | Stati Uniti (bandiera) | G     | Bob Weiss         | 1942 | 188  | 82   |
| 11 | Stati Uniti (bandiera) | AC    | Elvin Hayes       | 1945 | 206  | 107  |
| 12 | Stati Uniti (bandiera) | A     | Leonard Gray      | 1951 | 203  | 109  |
| 12 | Stati Uniti (bandiera) | A     | Nick Weatherspoon | 1950 | 201  | 88   |
| 14 | Stati Uniti (bandiera) | G     | Tom Henderson     | 1952 | 191  | 86   |
| 15 | Stati Uniti (bandiera) | GA    | Jimmy Jones       | 1945 | 193  | 85   |
| 21 | Stati Uniti (bandiera) | G     | Dave Bing         | 1943 | 191  | 82   |
| 25 | Stati Uniti (bandiera) | AC    | Mitch Kupchak     | 1954 | 206  | 104  |
| 32 | Stati Uniti (bandiera) | G     | Larry Wright      | 1954 | 185  | 73   |
| 33 | Stati Uniti (bandiera) | AC    | Truck Robinson    | 1951 | 201  | 102  |
| 35 | Stati Uniti (bandiera) | GA    | Kevin Grevey      | 1953 | 196  | 95   |
| 41 | Stati Uniti (bandiera) | AC    | Wes Unseld        | 1946 | 201  | 111  |
| 44 | Stati Uniti (bandiera) | C     | Joe Pace          | 1953 | 208  | 100  |
| 45 | Stati Uniti (bandiera) | G     | Phil Chenier      | 1950 | 191  | 82   |

## Staff tecnico
- Allenatore: Dick Motta
- Vice-allenatore: Bernie Bickerstaff